# عبد الله بن محمد التجيبي
عبد الله بن محمد بن عبد المؤمن بن يحيى التجيبي، من أهل قرطبة يعرف بابن الزيات، ويكنى أبا محمد.

## من أخباره
رحل إلى المشرق رحلتين دخل فيهما العراق؛ سمع ببغداد من أبي علي إسماعيل بن محمد الصفار راوي أبي عمرو وعثمان بن أحمد بن عبد الله الدقاق المعروف بابن السماك، وأبي جعفر محمد بن يحيى بن علي بن حرب، ومكرم بن أحمد القاضي وأحمد بن سليمان النجاد، وأبي محمد جعفر بن محمد بن نصير الخلدي الصوفي، وأبي بكر الشافعي، وأبي علي بن الصواف، ومحمد بن مقسم المقرئ وجماعة يكثر تعدادهم.
وسمع بالبصرة من أبي بكر داسة التمار، وأبي بكر بن الحسن الأنباري، ومحمد بن أحمد بن عمرو والحنفي وغيرهم كثيرا. وسمع بمصر من ابن الورد، وابن السكن، وحمزة، ومحمد بن محمد الخياش، وأبي عمرو عثمان بن محمد السمرقندي، والنميري، وابن رشيق وجماعة سواهم، وسمع بالأسكندرية، وبالقيروان من غير واحد.
وكان كثير الحديث مسنداً صحيحاً للسماع، صدوقاً في روايته، إلا أن ضبطه لم يكن جيداً، وكان ضعيف الخط ربما أخل بالهجاء؛ وكان متصرفاً في التجارة. كتب الناس عنه قديما.

## مولده ووفاته
سئل عن مولده فقال: «ولدت في شهر ربيع الآخر لثلاث عشرة بقيت منه 314هـ». وتوفي ليلة الخميس ودفن يوم الخميس بعد صلاة العصر في مقبرة بني العباس للنصف من رجب 390هـ. وفي هذا النهار تحركت الجيوش من قرطبة لغزاة الصايفة.